# Ilham Mammedov (homme politique)
Ilham Mammedov est un homme politique azerbaïdjanais, membre des IIIe, IVe, Ve, VIe législatures de l'Assemblée nationale d'Azerbaïdjan.

## Biographie
Ilham Mammedov est né le 13 janvier 1962 dans la ville de Yevlax. Il est diplômé de la faculté de médecine de l'Université de médecine d'Azerbaïdjan.
Il parle anglais et russe.

### Carrière
En 1986-2001, il a travaillé comme endoscopiste à l'hôpital central de la ville de Yevlax. En 2001-2004, il a travaillé comme médecin-chef au poste d'urgence et d'aide médicale d'urgence de la ville de Bakou. En 2004-2005, il était médecin-chef de l'hôpital central de la ville de Yevlax.
Il est membre du comité du travail et de la politique sociale de l'Assemblée nationale et du comité de la santé. Il est le chef du groupe de travail sur les relations interparlementaires Azerbaïdjan-Irak, membre des groupes de travail sur les relations avec les parlements de Bahreïn, d'Estonie, d'Égypte, du Pakistan et de Roumanie.